# Jean Vilar
Jean Louis Côme Vilar (Sète, 25 maart 1912 - aldaar, 28 mei 1971) was een Frans acteur en toneelregisseur.
Hij werd vooral bekend als acteur en regisseur, terwijl hij na zijn studies ook als jazz-musicus werkte. Samen met Jacques Copeau, Gaston Baty, Louis Jouvet, Jean-Louis Barrault en Charles Dullin maakte Vilar deel uit van de Franse vernieuwingsbeweging, die in een gedecentraliseerd théâtre populaire zou resulteren.
Vilar speelde een belangrijke rol in het brengen van het theater naar het publiek. Hij was meer dan een regisseur en een uitzonderlijk goede ondernemer, hij was een man wiens artistieke doelen doordrongen waren van zowel morele, sociale als esthetische overwegingen. De vragen die voor hem centraal stonden waren waarom en voor wie er theatervoorstellingen werden gemaakt. Na jaren wikken en wegen, vond hij het antwoord: "voor de man van de straat". Het democratiseren van het theater werd voor hem belangrijk, zowel uit moreel als sociaal oogpunt. Deze visie spoorde hem aan om het Festival van Avignon te starten en nieuw leven in de Franse Théâtre National Populaire (TNP) te blazen. Tijdens zijn directeurschap van het TNP kreeg het theater een belangrijke plaats met betrekking tot onderwijs en creativiteit in het Franse culturele leven.
In september 1943 startte hij zijn eigen theatergezelschap, de Compagnie des Sept. In september 1944 werden een aantal privévoorstellingen van "Don Juan" opgevoerd in het Théâtre du Vieux-Colombier van Charles Dullin. Dit werd opgevolgd door 230 ononderbroken opvoeringen van het "Moord in het Kathedraal" van T.S. Eliot, waardoor zijn naamsbekendheid toenam. Verder leidde Jean Vilar het Théâtre National Populaire (ook wel het Théâtre du Palais de Chaillot genoemd) tussen 1951 en 1963 en was hij de eerste leider van het Festival van Avignon tussen 1948 en 1971.

## Biografie

### Van Charles Dullin naar het Compagnie des Sept
In 1932 trok Vilar naar Parijs om Franse letterkunde te studeren aan de Sorbonne. Daar raakte hij geïnteresseerd in het theater toen hij een repetitie van Richard III bijwoonde in het Théâtre de l'Atelier van Charles Dullin. De interpretatie van Dullin raakte Vilar, en hij raakte gefascineerd door de transformatie dat literatuur onderging wanneer het op het toneel werd gezet. Hij werd gelijk een leerling van Dullin, en bracht de volgende drie jaren door met studies, acteren in kleine rollen en werkend als een assisterend toneel-manager. Vilar schitterde niet op het toneel, zoals zijn medestudent Jean-Louis Barrault, maar het begin van wat later een grote acteertalent bleek werd hier gemaakt.
Hij werd in 1937 opgeroepen voor militaire dienst en vervolgens gemobiliseerd in 1939. In 1940 werd hij op medische gronden uit de dienst ontslagen, en sloot hij zich aan bij de door André Clavé opgerichte theatergroep Comédiens de la Roulotte. Dit gezelschap had banden met de Jeune France beweging en trok tijdens de oorlog in Frankrijk van stadje naar dorpje, optredend op pleinen, in parochiegebouwen en cafés. Voor Vilar was het dit gezelschap een tussenstap, hij was bezig met het zoeken van het moderne repertoire waarop volgens hem de toekomst van het theater rustte. Totdat hij er in 1943 uit trad en naar Parijs terugkeerde om zijn eigen theatergroep op te richten, bleef hij werken bij de Comédiens de la Roulotte. Het nieuwe theatergezelschap kreeg de naam Compagnie des Sept.
Deze groep werkte in de traditie van Théâtre du Vieux-Colombier en het Théâtre de l'Atelier, er werd zelfs gezegd dat de compagnie mensen aan het l'Atelier in hun vroege dagen herinnerde. Vilar koos vooral toneelstukken die niet in het commerciële theater op de planken zouden worden gezet, zoals Césaire van Jean Schlumberger, de "Dodendans" en de "Storm" van August Strindberg en "Een reis door de nacht" door Sigurd Christiansen. De laatste, en tevens meest succesvolle productie was de eerste productie van "Moord in de kathedraal" van T.S. Eliot. Hiervoor werd de groep de "Prix du Théâtre" toegekend door de toen toonaangevende theatercritici. Kenmerkend voor deze producties was de nuchtere eenvoud waarmee ze op het toneel werden gezet, iets wat aan de producties van het Vieux-Colombier herinnerde. De eerste optredens vonden plaats in het kleine Théâtre de Poche in Parijs dat 60 stoelen had, maar kon naderhand grotere theaters zoals het Vieux-Colombier en het Noctambules vullen.

Zijn reputatie als een gevoelige en intelligente acteur en regisseur groeide, evenals de reputatie van zijn gezelschap als een kwaliteitstheater. Hiernaast groeide echter ook zijn irritatie over het feit dat ze vooral voor theaterkenners optraden en de beperktheid van de moderne literatuur. Vilar ging nadenken over welke mogelijkheden er waren om in de toekomst het theater toegankelijker te maken.
Tijdens een aantal toespraken en interviews in de jaren 1945 en 1946 maakte hij zijn gedachten rondom de problemen van het theater bekend, die in 1955 werden gepubliceerd in de bundeling "De la tradition théâtrale". Hiermee plaatste hij zichzelf in de traditie van Copeau en het Cartel des Quatre, liet hij zijn respect voor wat zij bereikt hadden blijken terwijl hij geen wens had om hun stijl na te doen. Volgens hem moesten er radicale wijzigingen plaatsvinden om het theater verder te laten ontwikkelen. Zijn keuze voor een open toneel, iets wat zowel praktisch als ook symbolisch was, was een van de manieren waarop hij zijn visie van het theater als een artistieke en sociale kracht tot uitdrukking bracht. Volgens hem was de hoofdtaak van de mensen werkzaam in het theater, het theater naar de armere delen van de samenleving te brengen. Zelf wilde hij liever voor zijn eigen plezier voor een halfleeg theater spelen, dan voor een theater vol mensen die de dure kaarten gemakkelijk konden betalen. Ook wilde hij de zaalindeling van de theaters veranderen, ze waren ingedeeld naar de prijs van het kaartje. Dit waren allemaal reële problemen die opgelost zouden moeten worden om mensen (terug) naar de theaters te krijgen. Er was echter nog een probleem, namelijk dat de mensen geen behoefte hadden aan theater. Het publiek gaf geld uit aan voorstellingen die hen boeide zoals gevechten met ossen in het Midi ook al waren de kaarten hiervoor wel zo duur als de theatertickets. De passie voor het theater moest dus worden aangewakkerd.
Vilar was het eens met Copeau wat betrof het relevant maken van het theater voor het volk, echter verwachtte hij niet dat decentralisatie een rol zou spelen wat gevestigde regionale gezelschappen betrof. Hij veranderde later van mening wat het laatste betrof. Een andere zorg was dat de moderne auteurs, met uitzondering van Claudel, of te intellectueel waren of met een gebrek aan poëtische visie schreven. Vilar dacht ook na over de rol van de regisseur in het theater, iets wat in een lezing genaamd "Le metteur en scène et l'oeuvre dramatique" in 1946 tot uitdrukking kwam. Zijn conclusie was dat de belangrijkste mensen in het theater de laatste 30-40 jaar niet de auteurs waren geweest, maar de regisseurs. Dit betreurde hij ten zeerste, omdat het regisseren voor hem een secundaire, vertolkende kunst was die op het toneelstuk hoorde te bouwen en niet andersom.

### Het Festival van Avignon
In 1947 kreeg Vilar de kans om contacten met een nieuwe publiek te onderzoeken toen hem werd gevraagd een eenmalige opvoering van "Moord in de kathedraal" van T.S. Eliot in het Court d'Honneur van het Palais des Papes. Hij wees het in eerste instantie af, vanwege de problemen met de overgang van de kleine theaters in Parijs naar een open plaats en de technische problemen hiermee verbonden. Echter veranderde dit in een uitdaging die niet te weerstaan was, en een paar dagen later benaderde hij de gemeente met een voorstel voor een festival dat zeven dagen zou duren, drie grote producties zou bevatten naast het neerzetten van een toneel en drieduizend zitplaatsen. Dit werd het Une Semaine d'Art dramatique en Avignon oftewel "de week van dramatische kunsten in Avignon", de voorloper van het Festival van Avignon, dat vanaf 1948 telkens plaatsvindt. In tegenstelling tot de ouderwetse dramavoorstellingen die hiervoor in het Pauselijk Paleis werden opgevoerd, wilde Vilar het festival gelijk neerzetten als een dynamisch centrum voor theater.
Vilar zag hier de mogelijkheid om iets te doen wat niet mogelijk was in de theaters van Parijs, hij kon theater neerzetten dat als een feestelijke gebeurtenis ervaren kon worden. Niet als een sociale gebeurtenis voor de hogere klassen, maar iets van goede kwaliteit dat voor 'Jan en alleman' toegankelijk zou zijn. De nadruk moest op het theater komen te liggen, en niet op de historische omgeving waarin het uitgevoerd werd. Hij koos bijvoorbeeld voor het verlichten van het toneel en wat daar plaatsvond in plaats van het verlichten van de oude architectuur. Zijn keuzes waren tegengesteld tot wat mensen verwachtten. Hij liet de donkere wanden van het paleis samen met de nachthemel erboven werken als wanden en plafond. Hiermee kreeg de gebeurtenis een extra dimensie zonder dat de aandacht werd afgeleid van het toneelstuk. Net zoals "de zaal" tot de grootste eenvoud teruggebracht werd, werd ook het toneel eenvoudig gehouden, zonder decorstukken. Jean Vilar gebruikte een ongeveer 15 meter breed platform, zonder doek, als toneel. Meestal werden zijn producties met een minimum aan decor uitgevoerd, zoals in 'Richard II', waar hij alleen drie taboeretten gebruikte, of in "Prinz Friedrich von Homburg" van Heinrich von Kleist waar hij een gevangenis neerzette door een lichtgordijn van bovenaf te projecteren. Verder legde hij veel nadruk op de kostuums. Hierbij waren de kleuren en de eenvoud van groot belang. De verschillende rollen moesten goed van elkaar te onderscheiden zijn, zelfs op grote afstand van het toneel. Hierbij ontwikkelde hij een stijl wat productie betrof die het directe contact met de toeschouwers uitbuitte. De acteurs werden aangemoedigd om grootse optredens neer te zetten, zonder dat ze bombastisch werden. Zijn gezelschap bestond uit toegewijde, jonge acteurs en actrices zoals Jeanne Moreau, Sylvia Montfort, Jean Négroni en Gérard Philipe.
Het festival was succesvol en in 1951 werd het gezien als een van de meest innovatieve tonelen in Frankrijk. Jean Vilar twijfelde echter of het theater de mensen bereikte die hij voor ogen had in het begin. Door een tekort aan subsidies werd hij gedwongen om de toegangsprijzen hoger te zetten dan hij wilde, en ook "de zaal" in twee delen in te delen qua prijsbeleid. Pas in 1954, toen het TNP het festival overnam, kon hij de prijzen naar zijn hand zetten. Artistiek gezien was het festival een succes, en hij werd zowel nationaal als internationaal erkend als een voorbeeld van kwaliteit gecombineerd met populariteit. In 1951 wordt het "Petit manifeste de Suresnes" (het kleine manifest van Suresnes) gepubliceerd, waarin zijn ideeën rondom een theater voor het volk worden uiteengezet.

### Aan het roer van het Théâtre National Populaire
Terwijl het Festival van Avignon successen boekte was de Franse regering bezig met een grote reorganisatie wat theatersubsidies in Parijs betrof. Tussen 1948 en 1951 waren een aantal parlementaire commissies bezig met onderzoeken rond onder meer decentralisatie van theater en het Théâtre National Populaire. De conclusies waren dat terwijl het theater voor de massa succesvol was geweest in de provincies, het had gefaald in Parijs. De laatste commissie had zich over het Théâtre National Populaire en haar gebouw het Palais de Chaillot gebogen en concludeerde dat het TNP en haar repertoire niet doeltreffend was wat het bereiken van de mensen in de voorsteden betrof. Het TNP moest veranderen, het zou een groter budget krijgen en een duidelijkere positie in de samenleving. De naam van Vilar kwam uit de bus als de regisseur die het meest geschikt was voor deze opgave. De subsidies waren echter niet toereikend om alle aspiraties van Vilar te realiseren. Eigenlijk had, volgens hem, het TNP een speciaal voor haar gebouwd theater moeten hebben in een van de voorsteden. Het Palais de Chaillot had een groot voordeel, haar grote zaal, waar ruimte was voor 2900 mensen. Een van de eerste acties van Vilar was het verwijderen van de orkestbak door het toneel eroverheen te laten bouwen zodat er een opener toneel ontstond, dat bovendien vanuit alle plaatsen beter te zien was. Aan de monumentaliteit en ligging van het gebouw zelf kon hij echter niets veranderen. Verder werden er geen gescheiden opvoeringen gehouden zoals in het verleden gewoon was geweest, met een voor de pers en de critici, een première en verder voor iedereen. Hij liet de voorstellingen een uur later beginnen opdat ze meer toegankelijk zouden werden voor de arbeiders. Garderobes en programma's werden gratis, en tips geven verboden. Dit, samen met het feit dat hij samenwerkte met de vakbonden om het boeken voor (grotere) groepen en gratis vervoer mogelijk te maken, zorgde ervoor dat studenten en arbeiders het gevoel kregen dat het TNP "hun" theater was. Met de subsidies van de Franse staat in de rug, kon Vilar hervormingen doorvoeren waarvan bijvoorbeeld Copeau, Jouvet en Baty alleen hadden gedroomd. Vilar ging verder, hij bracht het TNP naar het volk met behulp van minifestivals en TNP-weekends. De TNP-weekends was iets nieuws, de eerste werd gehouden in Suresnes en bestond uit een concert (matinee), avondeten en een opvoering van "Le Cid", en op zondag ontmoetingen met de cast, lunch en een opvoering van "Moeder Courage".
Zijn benadering van het toneel kreeg uiteindelijk de naam "le style Vilar". Het bestond uit een toneel op de Elizabethaanse manier, die de toeschouwers direct confronteerde, waarvan de achterkant in het algemeen uit hoge zwarte gordijnen bestond. Het decor was zeer ascetisch, en werd gecomplementeerd door innovatief gebruik van verlichting en heldere kostuums. In het Palais de Chaillot bewogen de acteurs vaak met grootse, zwiepende gebaren terwijl ze met luide stem de replieken duidelijk articuleerden. Zijn stijl was heroïsch, soms te snel, maar wanneer goed toegepast zeer krachtig. Vilar wilde ook dat de acteurs wat meer artistiek initiatief namen dan wat gewoon was geweest hiervoor, hij wilde dat de regisseur een stapje terug zou doen en een meer neutrale positie zou innemen in verhouding tot de tekst en het aansturen van de acteurs. Hij wilde zelf ook liever bekendstaan als regisseur dan een "metteur en scène". Zijn stijl werd ooit beschreven door een acteur als meer van "mise en condition" dan van "mise en scène". Met betrekking tot het repertoire keek Vilar verder dan Copeau. Hij koos tussen klassiek en huidig, Frans en buitenlands, buitensluitend enkel wat hij triviaal of slecht geschreven vond.
In 1951 opende het TNP met "Le Cid" en "Prinz Friedrich von Homburg", die hij ook in Avignon op het toneel had gezet. "Moeder Courage" van Berthold Brecht was een moedige keuze, maar het feit dat het stuk door een Oost-Duitse communist was geschreven bracht vijandigheid. Het establishment begon of vraagtekens bij het bestedingspatroon van Vilar te plaatsen of ze plaatste vraagtekens bij de manier waarop Vilar het stuk presenteerde. Het slechtst werden Nuclea van Henri Pichette en La Nouvelle Mandragore van Jean Vauthier ontvangen. Jean Vilar zag deze poëtische drama's als zeer belangrijk voor het creatieve leven van het TNP, maar beide flopten. Dit leidde Vilar tot de conclusie dat hij niet zowel nieuwe mensen naar het theater kon trekken als avant-garde theater introduceren. Hij zou dit later opnieuw proberen, in 1959-61 op kleinere schaal in het Récamier theater, helaas weer zonder groot succes. Het gaat om de klassieken, en Vilar neemt hierin een redelijk progressief standpunt in. Volgens hem horen de klassieken thuis in het theater van het volk, en zijn ze niet voorbehouden aan de middenklasse. Hij vond dat bijvoorbeeld William Shakespeare, J.-B.P. de Molière, Victor Hugo en Pierre Corneille geannexeerd waren door de middenklasse, en niet voor hen geschreven.
Jean Vilar was in 1953 het doelwit van een lastercampagne die sommige conservatieve critici en sommige politici startte. Er werd gezegd dat Antoine Pinay (president van Frankrijk 1952-53) het theater wilde sluiten. Zij vielen Vilar aan op verschillende punten, ze beschuldigden hem van verduisteren van fondsen, het produceren van toneelstukken van bijvoorbeeld Brecht (hij werd als communist gezien) en Henri Pichette (te veel avant-gardist). In 1953 werd zijn essay "Le théâtre, service public" (Het theater, een openbare dienst) uitgegeven.
Vilar was nooit militant, politiek gezien, ook al benaderde hij een mogelijke link tussen het theater en de politiek in zijn tijd bij het TNP. Hij vond dat het bijwonen van grote drama's een goede ervaring was, waarvan iedereen zou mogen genieten. Naderhand wijzigde hij zijn doel in de wens om het theater een actieve rol te geven in eigentijdse kwesties. Om dit te bereiken zocht hij toneelstukken die een betere kennis en begrip van mens en wereld zouden stimuleren. Gezien het feit dat zijn ideaal als regisseur onpartijdigheid was, lag zijn manier van overtuigen in de repertoirekeuze. Hij koos dan ook de stukken gebaseerd op hoe ze bij de actuele zaken pasten. In 1961 schreef hij in Bref, het tijdschrift van de Association du TNP, dat het weinig uitmaakte wanneer een drama was geschreven. Het belangrijke was of het de problemen van het heden goed weerspiegelde. Bijvoorbeeld werd de Cubacrisis goed weergegeven in Nicomède van Corneille, het probleem tussen generaal De Gaulle en de 'rebellerende' generaals wellicht in Cinna van Corneille en De Burgemeester van Zalamea van Alberto Calderon.

### Na het Théâtre National Populaire
In 1963 neemt Georges Wilson de directeursstoel van het Théâtre National Populaire over van Vilar toen hij besloot om op te stappen. Zijn officiële verklaring was dat het theater niet voldoende gesubsidieerd werd terwijl er te veel gevraagd werd. Hiernaast was hij ook ontmoedigd geraakt door aanhoudende kritiek en het ondermijnen van zijn positie in de bredere beweging voor het openbare theater. Met alle verschillende visies en hoop dat bij de TNP hoorden was het onmogelijk geworden voor Jean Vilar om iedereen tevreden te stellen indien het überhaupt mogelijk zou zijn. De positie waarin hij zich bevond was blootgesteld aan druk van alle kanten, iets wat alle ruzies over het repertoire in het begin had getoond. Het TNP werd gesubsidieerd door het "establishment" terwijl het niet zijn lakei mocht zijn, waardoor het in feite in een heel moeilijke positie werd geplaatst. Rechtse critici vielen Vilar herhaaldelijk aan, hij zou het geld van de belastingbetalers gebruiken voor anti-patriottische doeleinden. Drama's van Brecht, Kleist en Büchner genereerden allemaal kritiek en ook geruchten dat de regering de producties zou stoppen. In 1953 kreeg Vilar een periode de steun van een groep van critici en intellectuelen, maar ook deze ging na een poos tot de aanval over en bekritiseerde hem voor het niet voldoende progressief zijn. Het contract van Vilar legde vast dat een van de verplichtingen van het TNP was om klassieken aan het volk te brengen. Dit was nog een punt dat vaak bekritiseerd werd door meer militante voorstanders van een theater voor het publiek. Veel critici vonden het zeer moeilijk dat een echt volkstheater door de overheid gesubsidieerd werd. Sartre is hier een voorbeeld van, in 1955 vond hij dat het TNP haar naam verloochende, zowel wat repertoirekeuze betrof als publiek. Er was immers weinig publiek uit de arbeidersklasse, maar uit de lagere middenklasse. Vilar was het met het laatste eens, het was een teleurstelling dat er weinig arbeiders kwamen ondanks alle extra moeite om juist deze klasse het theater in te krijgen. Hij wees het concept van een proletarisch theater af als discriminerend.
In 1968 en erna werd Vilar nog harder bejegend, tijdens het Festival van Avignon werd hij beschuldigd van reactionair conservatisme en een autoritaire verrader genoemd. Gezien vanuit een marxistische hoek waren zijn idealen makkelijk te classificeren als een liberaal-humanistische knoeiboel. Waar Vilar sprak van het scherpen van de kritische geest van de arbeiders, reageerde Emile Copfermann met de vraag of dat mogelijk was en ten opzichte waarvan zij kritisch moesten zijn. Copfermann vond ook het festival zoals het nu was puur escapisme, dat de realiteit niet confronteerde. De kritiek slaat niet op wat Jean Vilar bereikte in de jaren 50, dat het theater verder was ontwikkeld in de richting van een andere ideologie dan zijn humanistische, en kan niet tegen hem worden gebruikt. Terugkijkend naar de eerste vijf jaren dat Vilar met het TNP werkte bereikte hij veel. Zijn producties werden door grote massa's mensen gezien, in de loop van de eerste vijf jaar door meer dan twee miljoen mensen. In de loop van de twaalf jaren bij het TNP hadden 250.000 mensen 'Le Cid' gezien, de drie opvoeringen van Shakespeare waren door ruim 300.000 mensen bezocht en Berthold Brecht door bijna 500.000 mensen. Vilar wilde, zoals Sartre, graag meer toneelstukken zien door schrijvers uit de arbeidersklasse, maar hij had ook ervaren hoe moeilijk dat was te bereiken.
Na een toespraak van generaal De Gaulle op 30 mei 1968, lichtte Jean Vilar de cultuurminister André Malraux in dat hij geen officiële functies zou accepteren. Het Théâtre National Populaire sloeg de uitnodiging om deel te nemen aan het festival te Avignon af. De enige die in 1968 optrad in het Cour d'Honneur was Maurice Béjart. Vilar bleef aan het hoofd van de organisatie van het festival te Avignon tot aan zijn overlijden op 28 mei 1971.

## Ter herinnering
- Het theater te Montpellier is naar Jean Vilar vernoemd.
- In 2001 werd een postzegel met zijn afbeelding uitgegeven door de Franse staat, design: Marc Tarascoff, graveur: Pierre Albuisson.

### La Maison Jean Vilar
In een 17e-eeuws huis in Avignon zijn naast de archieven van het Festival van Avignon vele aan de wereld van theater en dans gerelateerde objecten te vinden. Het Maison Jean Vilar is een samenwerking tussen de Jean Vilar Stichting, de stad Avignon en het departement van "Performing arts" van het Bibliothèque nationale de France.
Hier is het oeuvre van Vilar te vinden, zowel persoonlijke als professionele archieven waaruit zijn invloed op het moderne theater blijkt, verder de programma's van het festival tussen 1947 en 1971 en het oeuvre van het Théâtre National Populaire onder zijn leiding (1951-1963). Er is ook een voor het publiek toegankelijk documentatiecentrum en video-bibliotheek (met meer dan duizend titels) voor de toneelkunsten te vinden. In het documentatiecentrum zijn meer dan 20.000 studies en "performance teksten" te vinden van theater, opera, music hall, variété en film. Van ander materiaal kunnen krantenknipsels, foto's, posters, geluidsopnamen en rond 2000 kostuums worden genoemd. Naast de kostuums zijn ook door (kunst)schilders zoals Léon Gischia, Mario Prassinos en Édouard Pignon gemaakte designs voor kostuums te vinden.
Geregeld worden er arrangementen gehouden zoals tentoonstellingen, lezingen etc. op het gebied van toneelkunst, in het bijzonder tijdens het Festival van Avignon.

## Werk
- 1946 - Les Portes de la nuit, rol: Le clochard / La fortune, geregisseerd door Marcel Carné
- 1947 - Les Requins de Gibraltar, rol: Percy Carters, geregisseerd door Emil E. Reinert
- 1948 - Bagarres, rol: L'innocent, geregisseerd door Henri Calef
- 1948 - Carrefour du crime, rol: Inspecteur Dominique, geregisseerd door Jean Sacha
- 1948 - Les Frères Bouquinquant, geregisseerd door Louis Daquin
- 1949 - La Ferme des sept péchés, rol: L'homme gris, geregisseerd door Jean-Devaivre
- 1949 - Les Eaux troubles, geregisseerd door Henri Calef
- 1949 - La Soif des hommes geregisseerd door Serge de Poligny
- 1950 - Justice est faite, rol: Le prêtre, geregisseerd door André Cayatte
- 1951 - Casabianca, rol: Submarine Commandant L'Herminier, geregisseerd door Georges Péclet
- 1951 - Avignon Bastion De La Provence, geregisseerd door James Cuenet
- 1952 - Jocelyn, rol: Le premier Supérieur, geregisseerd door Jacques de Casembroot
- 1952 - Je sème à tout vent, rol: (stem) verteller, geregisseerd door Pierre Kast
- 1956 - Le Théâtre national populaire, geregisseerd door Georges Franju
- 1956 - Les Aventures de Till l'Espiègle, rol: Le duc d'Albe, geregisseerd door Gérard Philipe en Joris Ivens
- 1958 - Arènes joyeuses, geregisseerd door Maurice de Canonge
- 1963 - Mourir à Madrid, rol: (stem) verteller, documentair geregisseerd door Frédéric Rossif
- 1966 - L' Avare (tv), rol: Harpagon, geregisseerd door Robert Valey
- 1966 - Gérard Philipe (tv), rol: (stem) verteller, documentair geregisseerd door Jean Bolvary
- 1971 - Des Christs par milliers, rol: Jean, geregisseerd door Philippe Arthuys
- 1971 - Le Petit Matin, rol: Paul, geregisseerd door Jean-Gabriel Albicocco
- 1971 - Raphaël ou le débauché, rol: Horace, geregisseerd door Michel Deville
- 1972 - André Malraux, la légende du siècle (tv), rol: (stem) verteller, documentair geregisseerd door Claude Santelli